# Перехід церковних громад до ПЦУ

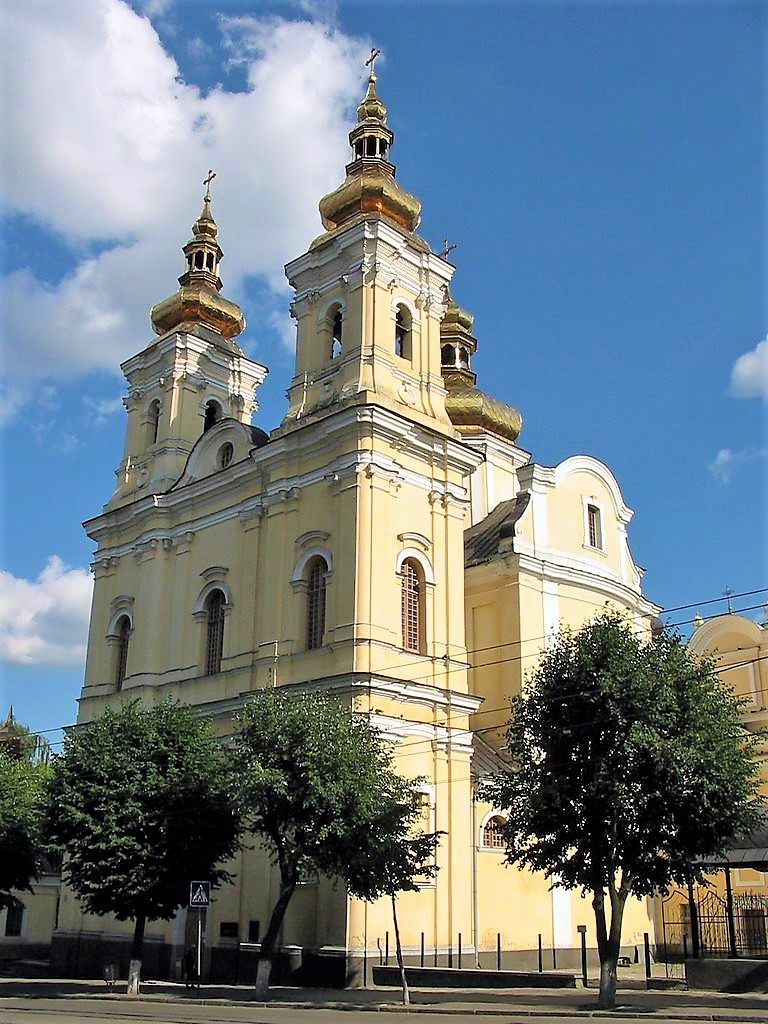
Свято-Преображенський кафедральний собор у Вінниці, одним із перших у грудні 2018 року перейшов із УПЦ МП до ПЦУ

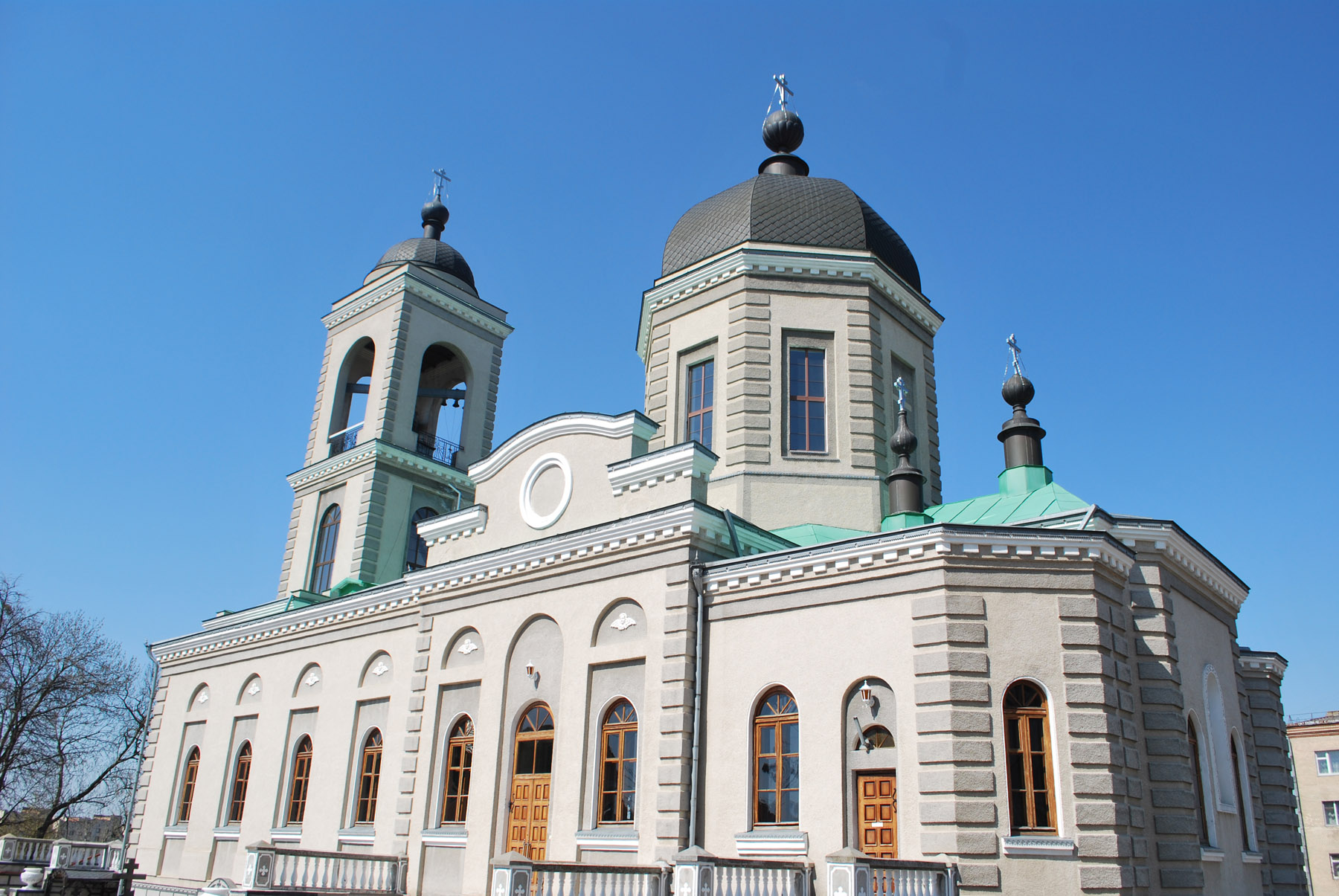
Покровський кафедральний собор у Хмельницькому долучився до ПЦУ 3 квітня 2023

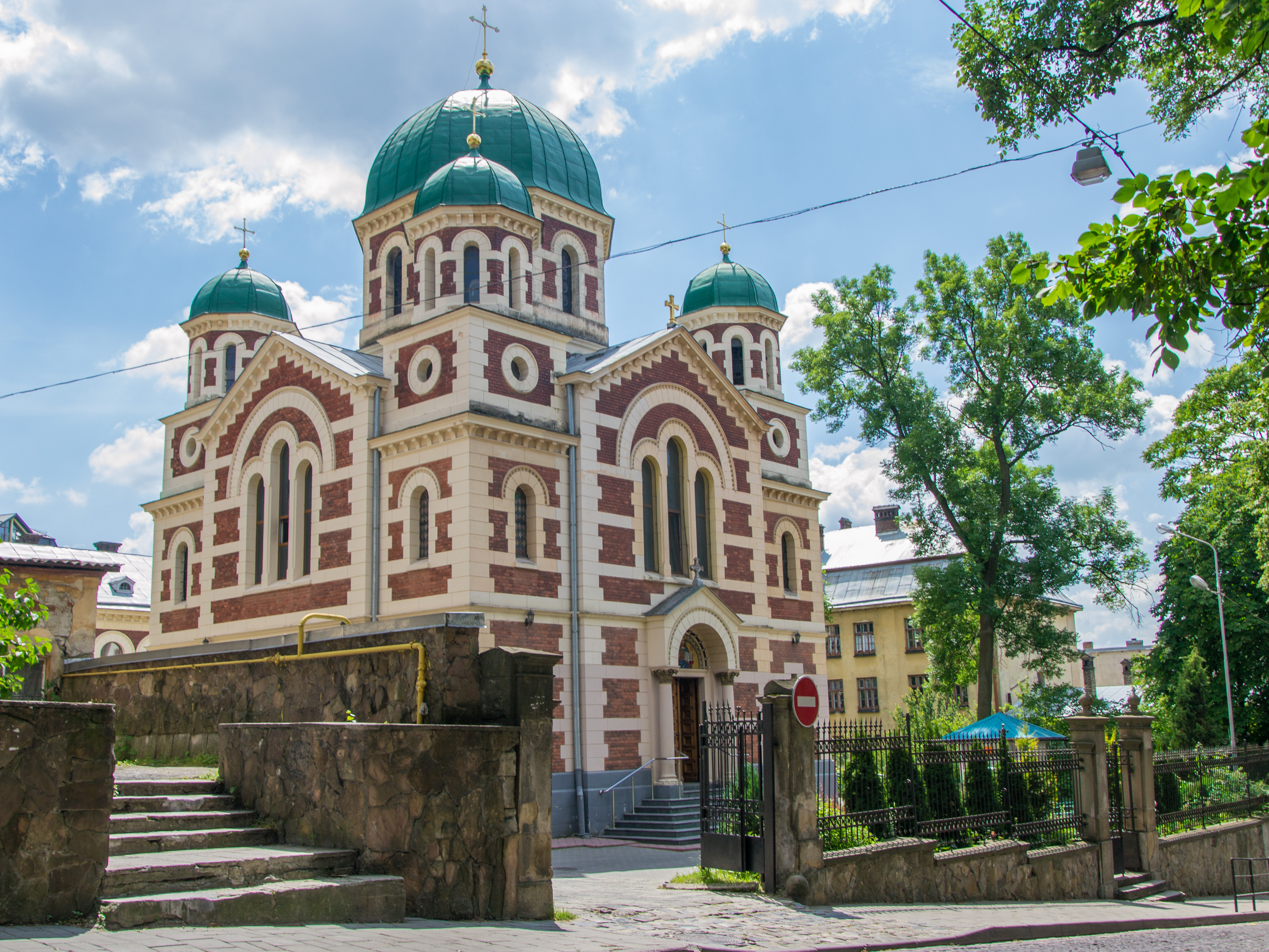
Кафедральний собор Святого Великомученика Георгія у Львові долучився до ПЦУ 5 квітня 2023

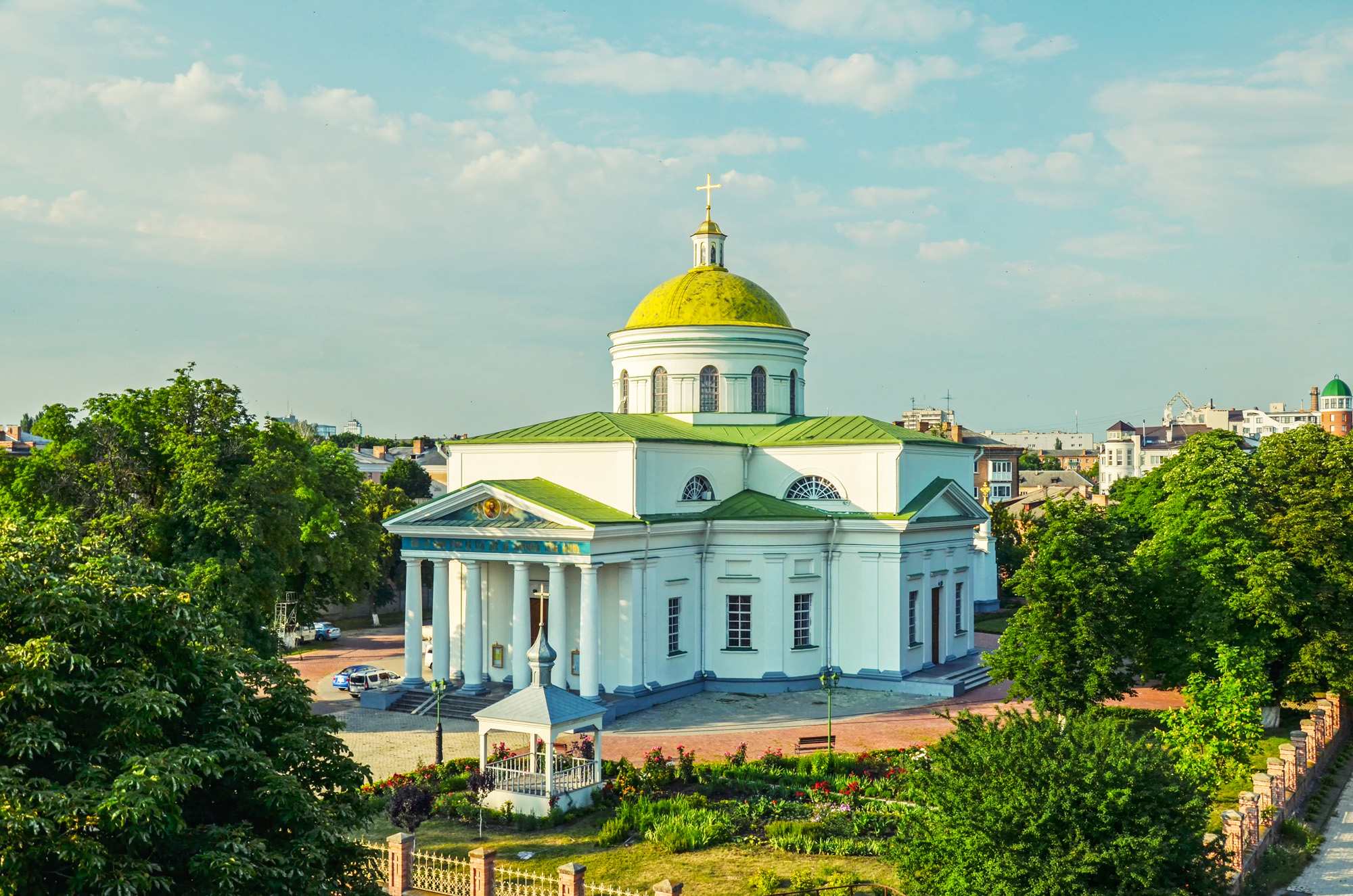
Спасо-Преображенський кафедральний собор у Білій Церкві долучився до ПЦУ 10 липня 2023

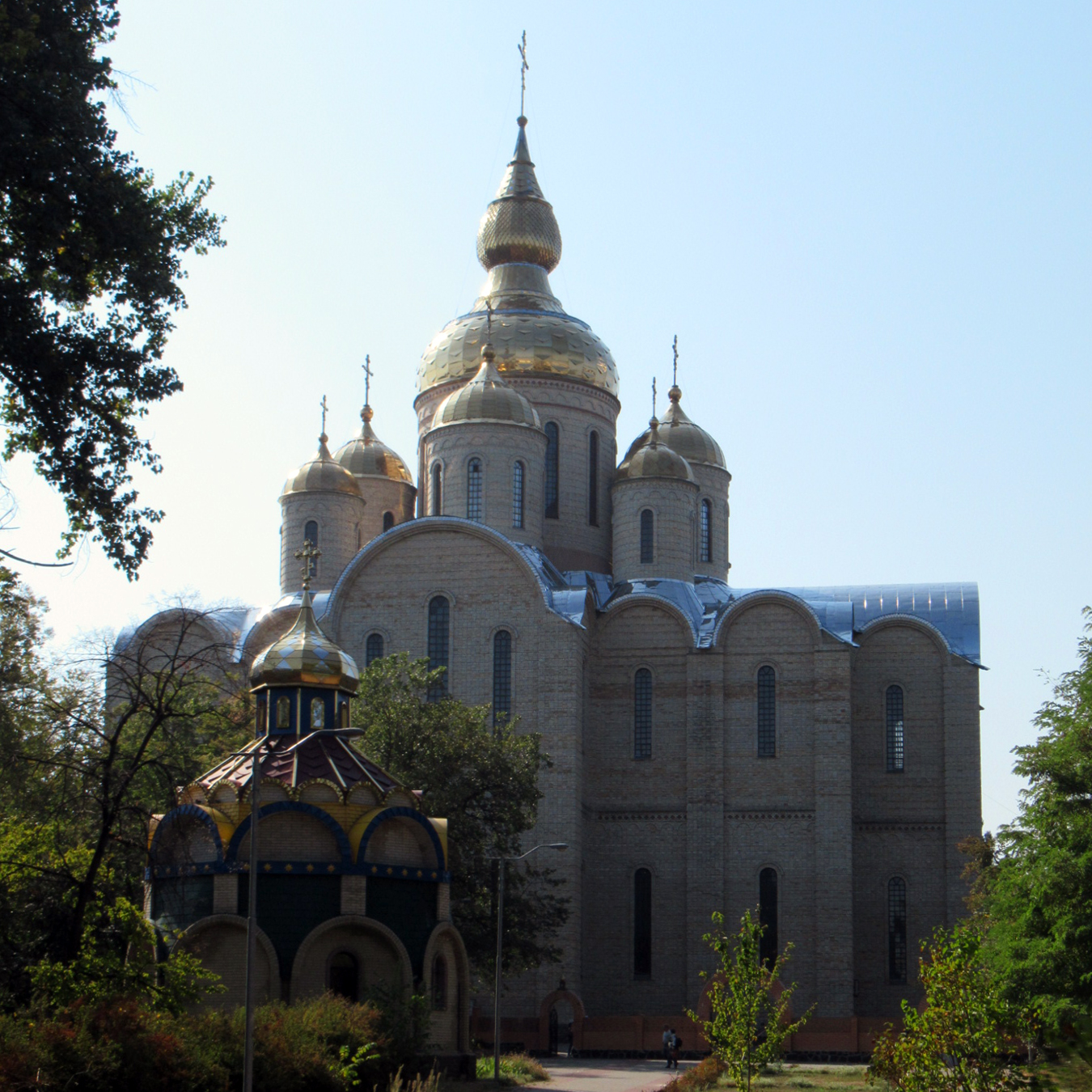
Свято-Михайлівський кафедральний собор у Черкасах долучився до ПЦУ 17 жовтня 2024

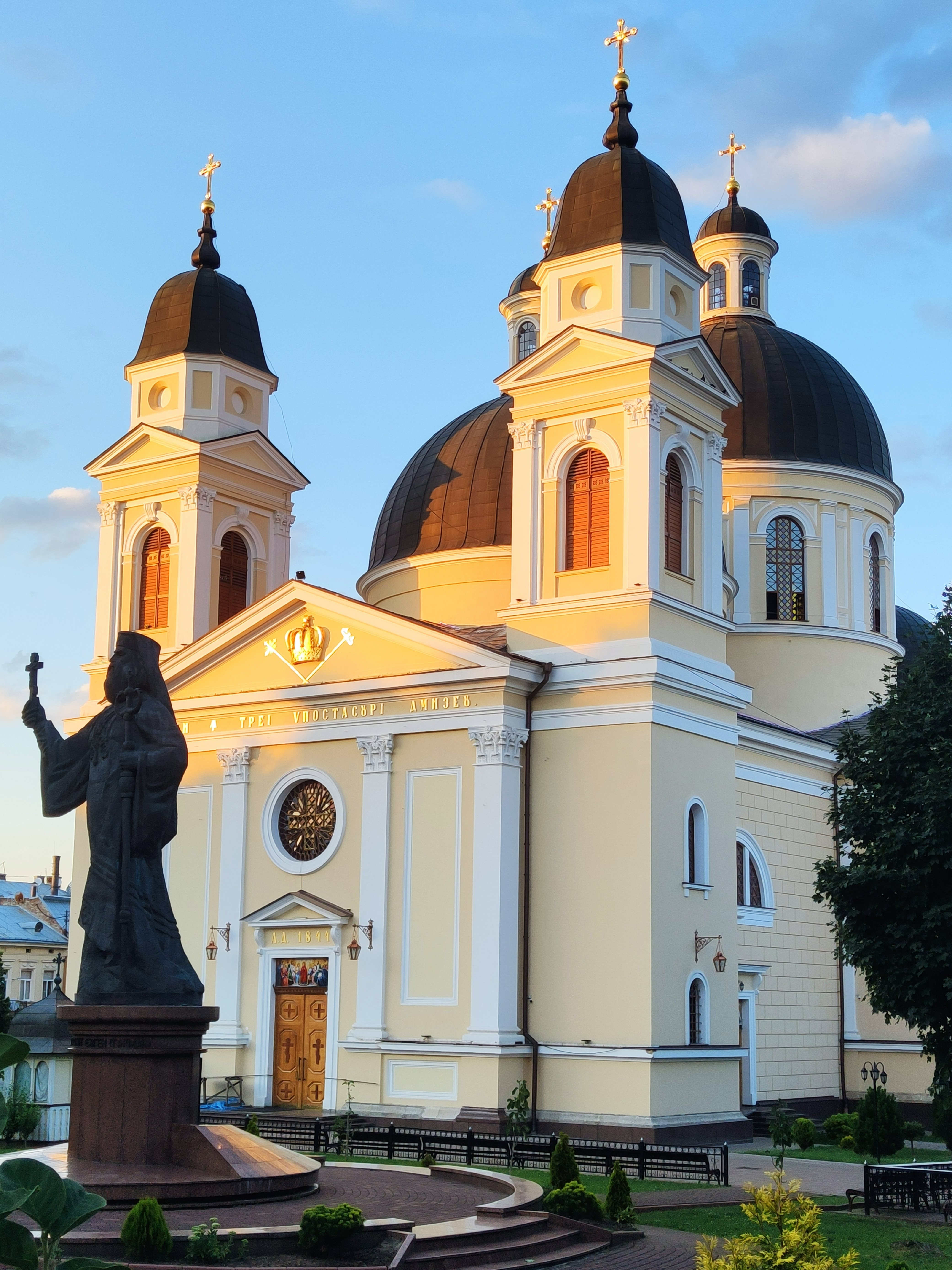
Свято-Духівський кафедральний собор у Чернівцях долучився до ПЦУ 16 лютого 2025

Перехід церковних громад до ПЦУ — процес переходу парафій УПЦ московського патріархату до Православної церкви України, який почався після Об'єднавчого собору українських православних церков 15 грудня 2018 року, і створення в його результаті Православної церкви України (ПЦУ).
Від 15 грудня 2018 року 1926 релігійних громад та монастирів заявили про перехід з УПЦ (МП) до ПЦУ (станом на 15 серпня 2025 року).

## Юридичний складник
Зміна церковної юрисдикції здійснюється згідно з ч. 2. ст. 8 Закону України «Про свободу совісті та релігійні організації», де зазначено:
|  | Держава визнає право релігійної громади на її підлеглість у канонічних і організаційних питаннях будь-яким діючим в Україні та за її межами релігійним центрам (управлінням) і вільну зміну цієї підлеглості. |

17 січня 2019 року у ВРУ був проголосований за основу і в цілому законопроєкт № 4128-Д щодо зміни релігійними громадами підлеглості. За це рішення проголосували 229 парламентарів. 28 січня 2019 року Президент України Петро Порошенко підписав цей законопроєкт. 31 січня 2019 року закон набув чинності.
Відповідно до цього закону, релігійні громади мають можливість змінювати свою церковну юрисдикцію на користь будь-якої іншої релігійної організації України у випадку прийняття на парафіяльних зборах не менше ніж двома третинами голосів рішення про такий перехід, затвердженого підписами членів релігійної громади. Частина громади, не згодна з рішенням більшості, має право на створення нової релігійної громади та укладання договору про порядок користування тим самим майном або культовою будівлею з її власником. Аби зареєструвати релігійну громаду, її члени повинні подати статут нової громади, копію рішення про її утворення, її найменування, обрання керівних органів, копію документа про право власності чи користування приміщенням та протокол загальних зборів, на яких було прийняте рішення про створення цієї релігійної громади. Сама процедура зміни юрисдикції (місце проведення зборів, процедура голосування та підрахунку голосів) в ухваленому законі не визначена. За прийнятим законом під час процесу переходу громади заборонено здійснювати будь-які дії, які можуть стати причиною відчуження майна релігійної організації (продаж, обмін, застава, безоплатна передача).
18 січня 2019 року проросійські народні депутати від «Опозиційного блоку» Вадим Новинський, Олександр Долженков, Василь Німченко та ще 44 нардепи скерували КС подання щодо відповідності Конституції (конституційності) закону «Про внесення змін до деяких законів України щодо підлеглості релігійних організацій та процедури державної реєстрації релігійних організацій зі статусом юридичної особи». 19 березня Велика палата КС розглянула це питання і Конституційний Суд відмовив у відкритті провадження щодо конституційності закону щодо підлеглості й реєстрації релігійних організацій.
10 червня 2020 року Державний департамент США опублікував доповідь, у якій зазначив, що «Представники УПЦ МП заявили, але не надали доказів того, що ПЦУ здійснювала „рейдерські атаки“».
У грудні 2020 року професор Олександр Саган назвав Вадима Новинського головним агентом впливу на духовному фронті в Україні. За його словами, Новінський доплачує гроші священникам УПЦ МП, аби ті не переходили в ПЦУ. Громади, які переходять із МП, часто роблять це без священників, яким зазвичай платять за відмову від переходу. Наприклад, олігарх Вадим Новинський не приховує, що фінансує РПЦ в Україні.
УПЦ МП вдається до послуг відомої в Україні провокаторки Вікторії Кохановської, яка створює провокативні відео з парафій, що вирішили перейти до ПЦУ, виставляючи членів громад недолугими безбожниками. У 2016 році Кохановську було виключено зі складу Консультативної ради при прокуратурі Хмельницької області за лобіювання особистих інтересів, інтересів третіх осіб.
За результатами засідання Великої Палати Верховного Суду з розгляду справи № 910/10011/19 щодо законності зміни релігійною громадою с. Сутківці, Хмельницької області свого підпорядкування було ухвалене рішення про її законність. Це перше рішення найвищої судової інстанції України щодо можливості переходу громади з УПЦ МП до ПЦУ, яке має застосовуватись судами нижчих інстанцій у таких справах.

## Динаміка переходу парафій
Від початку російсько-української війни і до Об'єднавчого собору від УПЦ (МП) до УПЦ КП перейшли 62 громади: 23 у 2014, 22 у 2015, 5 у 2016, 10 у 2017 і 2 у 2018 роках (див. Перехід церковних громад до УПЦ КП).
З 15 грудня 2018 року чисельно за місяцями перехід парафій до ПЦУ виглядає так:
| 1  | Період        | Кількість парафій, що покинули УПЦ (МП) | Загалом |
| -- | ------------- | --------------------------------------- | ------- |
| 1  | Грудень 2018  | 35                                      | 35      |
| 2  | Січень 2019   | 152                                     | 187     |
| 3  | Лютий 2019    | 234                                     | 421     |
| 4  | Березень 2019 | 93                                      | 514     |
| 5  | Квітень 2019  | 14                                      | 528     |
| 6  | Травень 2019  | 1                                       | 529     |
| 7  | Червень 2019  | 7                                       | 536     |
| 8  | Липень 2019   | 1                                       | 537     |
| 9  | Серпень 2019  | 3                                       | 540     |
| 10 | Вересень 2019 | 4                                       | 544     |
| 11 | Листопад 2019 | 1                                       | 545     |
| 12 | Грудень 2019  | 2                                       | 547     |
| 13 | Січень 2020   | 1                                       | 548     |
| 14 | Лютий 2020    | 1                                       | 549     |
| 15 | Липень 2020   | 1                                       | 550     |
| 16 | Серпень 2020  | 1                                       | 551     |
| 17 | Жовтень 2020  | 1                                       | 552     |
| 18 | Лютий 2021    | 1                                       | 553     |
| 19 | Березень 2021 | 5                                       | 558     |
| 20 | Травень 2021  | 2                                       | 560     |
| 21 | Жовтень 2021  | 3                                       | 563     |
| 22 | Лютий 2022    | 1                                       | 564     |
| 23 | Березень 2022 | 54                                      | 617     |
| 24 | Квітень 2022  | 104                                     | 721     |
| 25 | Травень 2022  | 229                                     | 950     |
| 26 | Червень 2022  | 104                                     | 1054    |
| 27 | Липень 2022   | 55                                      | 1109    |
| 28 | Серпень 2022  | 30                                      | 1139    |
| 29 | Вересень 2022 | 14                                      | 1153    |
| 30 | Жовтень 2022  | 15                                      | 1168    |
| 31 | Листопад 2022 | 19                                      | 1187    |
| 32 | Грудень 2022  | 17                                      | 1204    |
| 33 | Січень 2023   | 19                                      | 1223    |
| 34 | Лютий 2023    | 31                                      | 1254    |
| 35 | Березень 2023 | 26                                      | 1280    |
| 36 | Квітень 2023  | 95                                      | 1375    |
| 37 | Травень 2023  | 79                                      | 1454    |
| 38 | Червень 2023  | 53                                      | 1507    |
| 39 | Липень 2023   | 28                                      | 1535    |
| 40 | Серпень 2023  | 33                                      | 1568    |
| 41 | Вересень 2023 | 16                                      | 1584    |
| 42 | Жовтень 2023  | 34                                      | 1618    |
| 43 | Листопад 2023 | 31                                      | 1649    |
| 44 | Грудень 2023  | 15                                      | 1664    |
| 45 | Січень 2024   | 16                                      | 1680    |
| 46 | Лютий 2024    | 32                                      | 1712    |
| 47 | Березень 2024 | 23                                      | 1731    |
| 48 | Квітень 2024  | 20                                      | 1753    |
| 49 | Травень 2024  | 14                                      | 1767    |
| 50 | Червень 2024  | 10                                      | 1777    |
| 51 | Липень 2024   | 10                                      | 1787    |
| 52 | Серпень 2024  | 12                                      | 1799    |
| 53 | Вересень 2024 | 13                                      | 1812    |
| 54 | Жовтень 2024  | 11                                      | 1823    |
| 55 | Листопад 2024 | 8                                       | 1831    |
| 56 | Грудень 2024  | 4                                       | 1835    |
| 57 | Січень 2025   | 12                                      | 1847    |
| 58 | Лютий 2025    | 22                                      | 1869    |
| 59 | Березень 2025 | 22                                      | 1891    |
| 60 | Квітень 2025  | 7                                       | 1898    |
| 61 | Травень 2025  | 11                                      | 1909    |
| 62 | Червень 2025  | 8                                       | 1917    |
| 63 | Липень 2025   | 5                                       | 1922    |
| 64 | Серпень 2025  | 4                                       | 1926    |

Чисельно за областями перехід парафій виглядає так (кількість парафій УПЦ МП згідно зі «Зведеною таблицею щодо переліку релігійних організацій, які підпадають під дію частини 7 статті 12 Закону України „Про свободу совісті та релігійні організації“»):
| № п/п                    | Область                     | Парафій УПЦ МП     | Перейшли до ПЦУ | Перейшли до ПЦУ |
| № п/п                    | Область                     | Парафій УПЦ МП     | Кількість       | %               |
| ------------------------ | --------------------------- | ------------------ | --------------- | --------------- |
| 1                        | Вінницька                   | 943                | 222             | 23,54           |
| 2                        | Волинська                   | 671                | 224             | 33,38           |
| 3                        | Дніпропетровська            | 643                | 26              | 4,04            |
| 4                        | Донецька                    | 740 (474)          | 1               | 0,21            |
| 5                        | Житомирська                 | 687                | 201             | 29,26           |
| 6                        | Закарпатська                | 626                | 21              | 3,35            |
| 7                        | Запорізька                  | 371                | 1               | 0,27            |
| 8                        | Івано-Франківська           | 32                 | 17              | 53,13           |
| 9                        | Київська                    | 658                | 261             | 39,67           |
| 10                       | Кіровоградська              | 308                | 20              | 6,49            |
| 11                       | Луганська                   | 423 (179)          | 0               | 0               |
| 12                       | Львівська                   | 74                 | 41              | 55,41           |
| 13                       | Миколаївська                | 286                | 10              | 3,5             |
| 14                       | Одеська                     | 613                | 15              | 2,45            |
| 15                       | Полтавська                  | 487                | 33              | 6,78            |
| 16                       | Рівненська                  | 568                | 116             | 20,42           |
| 17                       | Сумська                     | 393                | 14              | 3,56            |
| 18                       | Тернопільська               | 116                | 44              | 37,93           |
| 19                       | Харківська                  | 370                | 9               | 2,43            |
| 20                       | Херсонська                  | 371                | 9               | 2,43            |
| 21                       | Хмельницька                 | 998                | 402             | 40,28           |
| 22                       | Черкаська                   | 461                | 112             | 24,3            |
| 23                       | Чернівецька                 | 305                | 82              | 26,89           |
| 24                       | Чернігівська                | 566                | 55              | 9,72            |
| 25                       | Київ                        | 268                | 9               | 3,36            |
| 26                       | Севастопольська міська рада | 63*                | 0               | 0               |
| 27                       | Автономна Республіка Крим   | 535* / близько 300 | 0               | 0               |
|                          | Всього:                     | 12576 (11468)      | 1926            | 15,31 (16,79)   |
| * — станом на 01.01.2016 |                             |                    |                 |                 |

## Протидія переходам
За словами предстоятеля ПЦУ Епіфанія, практично проти кожної громади, котра долучилася до ПЦУ, є судові позови з боку РПЦ.
У селі Смолява (Волинська область) громада збирала підписи за перехід до ПЦУ, та місцевий відібрав ці підписи.
У селі Жидичин поблизу Луцька, священник УПЦ МП Володимир Гелета проти ночі 23 лютого 2019 року почав стрілянину у бік парафіян, що перебували біля храму.
У селі Бережонка (Чернівецька область) під час зборів парафії виник конфлікт між священником церкви Іоанна Богослова отцем Миколою і благочинним Вижницького району Іллею Книгницьким. Отець Микола звинуватив благочинного в тому, що він навмисне підбурює людей і є розкольником. Пізніше він вдарив Іллю Книгницького у обличчя.
10 березня 2019 року, представники УПЦ МП заблокували вхід до храму жителям села Сестрятин. Близько десятка священнослужителів російської церкви разом із завезеними людьми намагалися спровокувати міжконфесійний конфлікт, проклинаючи та ображаючи місцевих парафіян.
За словами митрополита Епіфанія, переходять в основному парафії, а не священники, яких фінансово мотивують залишатися в УПЦ МП: якщо він не переходить з громадою — отримує повне фінансове забезпечення. Також священників схиляли до думки, що на Президентських виборах 2019 року мав перемогти проросійський кандидат і все мало би повернутися назад.
1 червня 2019 у селі Крути Ніжинського району Чернігівської області понад пів сотні молодиків під керівництвом священників УПЦ МП зірвали парафіяльні збори.
10 червня 2019 року Вінницька єпархія УПЦ МП зібрала протест віруючих через «рейдерське захоплення церкви у Луці-Мелешківській» та «інші випадки по всій Україні».
23 червня 2019 року митрополит Вінницький і Барський ПЦУ Симеон заявив, що УПЦ МП пропонує своїм священникам «великі гроші в доларах», щоб вони не переходили до ПЦУ.
25 червня 2019 року по завершенні літургії у Києво-Печерській лаврі митрополит Тамасоський Ісая (Киккотис), який є випускником Московської духовної семінарії, тісно співпрацює з РПЦ і очолює делегацію Кіпрської православної церкви, на дні народження глави УПЦ МП митрополита Онуфрія звернувся до президента Зеленського, уряду та парламенту з проханням повернути храми від ПЦУ до УПЦ МП.
9-11 липня два ієрархи УПЦ (МП), серед яких і її очільник митрополит Онуфрій, виступили з різкою критикою Томосу для ПЦУ. Серед іншого вони посилалися на заяву Філарета від 25 червня 2019 року.
За даними священника ПЦУ, у селі Новоживотів у жовтні 2021 року представники УПЦ МП залили замок церкви клеєм, щоб віряни, які проголосували за перехід, не змогли потрапити в храм.

### 2023
4 квітня 2023 року голова Тернопільської обласної ради Михайло Головко повідомив, що міністерство юстиції блокує акредитацію обласного державного реєстратора і таким чином блокує оформлення переходів.
12 квітня стало відомо, що заступник голови Звенигородської районної адміністрації Черкаської області Олександр Дубовий забороняє місцевим газетам будь-які критичні статті про УПЦ МП.

### Спроба реваншу
У жовтні 2019 року стало відомо, що проросійська партія ОПЗЖ подала до Верховної Ради законопроєкт про внесення зміни до Кримінального кодексу України щодо встановлення кримінальної відповідальності за перешкоджання діяльності релігійних організацій (1107). Громади і священнослужителі можуть зазнавати тиску з боку правоохоронців через бажання вийти з підпорядкування МП і доєднатись до ПЦУ. При цьому, в останньому проєкті чітко не визначено, що таке «перешкоджання» і довільне тлумачення цієї норми на місцях дасть ще один важіль тиску на громади і священнослужителів, які бажають вийти з єдності з МП.
У 2020—2022 роках після переформатування було фактично припинене функціонування Державної служби України з етнополітики та свободи совісті.
У 2022 році УПЦ (МП) почала намагатися перереєстровувати свої громади як «незалежні» для введення в оману державних органів і своїх громад.

## Перехід громад з Харківсько-Полтавської єпархії УАПЦ (оновленої) до ПЦУ
Наприкінці лютого 2019 року до ПЦУ також перейшли дві громади Харківсько-Полтавської єпархії УАПЦ (оновленої) — громада у Глушківці Куп'янського району Харківської області і громада в місті Сватовому Луганської області. Згодом ще перейшла Парафія святих Бориса і Гліба (Київ), Парафія Пресвятої Тройці села Сукачі (Новоладижичі, Київська область), Свято-Миколаївська парафія (Олександрія, Кіровоградська область), Покровська парафія (Знам'янка, Кіровоградська область), Покровська парафія (Хорол, Полтавська область), Свято-Іллінська парафія села Морозівка (Пантаївка, Олександрійський район, Кіровоградська область), Свято-Пантелеймонівська парафія (Миколаїв, Миколаївська область)[джерело?]. Загалом 9 громад.

## Зауваження
1. 1 2  На підконтрольних Україні територіях
2. ↑  Не враховано кримські парафії та окуповані території Донецької і Луганської областей.